# Trollshovda bruk

Trollshovda var ett järnbruk i Tenala omkring 8 kilometer nordost om Bromarvs kyrkby. 
John Jakob Julin anlade 1840 en masugn i Trollshovda, som till en början arbetade med inhemsk myr- och sjömalm men på 1870-talet övergick till svensk råvara. Anläggningen blev aldrig särskilt lönsam, och 1892 inköptes bruket av Fiskarsbolaget, som lade ned det 1915.